# Muv-Luv角色列表
該條目記述日本âge公司所作戀愛冒險成人游戲系列《Muv-Luv》、《Muv-Luv Alternative》及其衍生作品《Muv-Luv Alternative Total Eclipse》的全部登場人物。
「配音」順序爲18禁版UNLIMITED篇/全年齡版。

## Muv-Luv

### EXTRA篇
白銀武（配音：相庭剛志/保志總一朗）
生日：12月16日
Muv-Luv和Muv-Luv Alternative的男主角。白陵柊学園三年級學生。有比較好的成績。除了被香月夕呼老師關注之外，學校生活平平無奇。他癡迷於叫做“巴爾加農”的機器人競技類街機游戲，且有很高的技術。
鑑純夏（配音：藤原理加/田口宏子）
生日：7月7日 血型：O
武的青梅竹馬，每天早上都叫他起床。他們的房子緊挨著，房間也有正對著的窗戶。她性格極其開朗，常常對武的事情强加干涉，被當成笨蛋。
她的必殺技可以把武轟出平流層。頭頂上的呆毛根據情緒有形態變化，基本配置有平時的倒水滴形，生氣時的閃電形和高興時的心形三種。長髮一般由標志性的黃色大蝴蝶結扎在領口。
儘管平時對此害羞，但她每天也堅持寫日記。《Muv-Luv》本篇就從她的日記開始。
御劍冥夜（配音：奧田秋/奧島和美）
生日：12月16日 血型：AB
世界知名的大財閥——御劍財團的下任掌門人。她突然就搬進了武家裏。
她是無現鬼道流的劍術大師，常年佩戴御劍家的寶刀“皆琉神威”。她有沉穩的舉止，且言行優雅，與純夏的性格形成了鮮明的對比。她單純明快的態度對日後的武產生了很大的影響。
榊千鶴（配音：高柳香帆/倉田雅世）
生日：5月5日 血型：A
武的同班同學，擔任該班班長。她做事認真，有些嘮叨，但深受周圍同學的喜愛。不過，她對另一同班同學彩峰慧抱有很深的成見。她作爲長曲棍球部的前部長，與同年級的涼宮茜既是對手，也是朋友。
她如此嚴肅的個性來源於複雜的家庭環境。
她能夠游刃有餘地處理家務。她的長髮幾乎到了地上，平時扎成辮子，但有時穿休閑裝的時候會把頭髮散下來；有時她穿休閑裝的時候也不戴眼鏡。
彩峰慧（配音：吉野夏樹/永島由子）
生日：9月27日 血型：B
武的同班同學。平時寡言少語，與其他同學截然不同。
她喜歡待在天臺，經常在此逃課。她總是遲到。自然，她對重視校紀校規的千鶴抱有很深的成見，但總是喜歡當她不高興時逗她。
她有很强的運動能力和體術，而手藝也出奇地好，有能讓衛生委員稱奇的治療能力。她也有强於大多數人的厨藝。甚至，她在巴爾加農中都有很强的實力，在近距離可以輕鬆地壓制武。
她對日式炒麵的癡迷程度令人匪夷所思。
珠瀨壬姬（配音：北都南/一美）
生日：2月29日 血型：A
武的同班同學，同時也是大家的吉祥物。她非常喜歡貓咪。她也總是在榊千鶴和彩峰慧發生爭執時提心吊膽。
她的家裏開了專門的弓道場，且在學校是弓道部的成員。她在這方面有極大的天賦，但常常怯場，因此在比賽中無法完全施展自己的技術。
雖然身材嬌小，但她總是談吃色變，可以看出有不小的食量。
夕呼老師送她過一個標志性的大鈴鐺。
鎧衣尊人（配音：野中真澄/久保田惠）
生日：4月1日 血型：O
武的同班同學和好朋友，經常一起打巴爾加農。他説話節奏很快，常常忽略別人的意見。經常因父親强行帶著冒險而曠課。總之，他是一個心地善良的美少年。
在女生和男生中，他都很受歡迎。他對日本文化有相當深的瞭解。
他穿著大號校服，在二年級轉入白陵柊。
神宮司麻理茉（配音：南綾香/井上美紀）
生日：8月10日
武的班主任和英語老師。被武稱作“小麻”，對他來説是一個堅强的姐姐。此外，她的性格比較死板。她是香月夕乎在學生時代的老朋友，經常被她捉弄。
她有很大的酒量，有“狂犬”的外號，在白陵大學的酒海裏淹沒了不少男人。酗酒時就連主動出擊的夕呼也感到驚異。
香月夕呼（配音：稻葉貴子/本井英美）
白陵柊學園3年D班的班級老師同時也擔任武所在班級的物理老師。她性格較爲偏激，以捉弄麻理茉為樂。有相當的天才能力但被學術社會壓制。
雖然她是無政府主義者，但和武有很好的關係。相比較爲嚴肅死板的麻理茉，她有更靈活的性格。
月詠真那（配音：上田亞紀子/星野千壽子）
冥夜專屬侍從長及教師。不高興的時候就會有性格的變化，客氣的語氣變得粗暴。
她儘最大努力照顧冥夜，且從來不做連累他人的事。她有很强的正義感。
一文字鷹嘴（配音: 十文字隼人/子安武人）
御劍家的御用駕駛員。他開著長60米的豪華轎車。他以前就是關東的一個知名的駕駛員，技術得到認可後便成爲了御用駕駛員。他工作時隨身携帶一部電腦，每天研究“最快運輸理論”。他的名字來源於“翺翔於天空中的鷹之嘴”。周圍的人應他的要求直呼他的名字，但冥夜不認爲很奇怪。
神代巽（配音：海原エレナ/氷青）
月詠直屬的女僕。通稱“三傻瓜”之一。褐色的皮膚和毒舌是她的特徵。經常誤解別人而惹出很多麻煩。説話很隨意，并沒有意識到自己在服侍武。
她可以與巴和戎一起使出絕技“噴射氣流殺”，因而具備服務御劍家的實力。
巴雪乃（配音：宮内裕香/笠井律子）
月詠直屬的女僕。通稱“三傻瓜”之一。有一頭尖尖的茶色直髮。當處境惡化，另外兩人會毫不猶豫地把她當成擋箭牌供出。
戎美凪（配音：まつもとちあき/阪口あや）
月詠直屬的女僕。通稱“三傻瓜”之一。有金色的捲髮，梳著髮髻。她的語氣往往很平靜，但話語殘忍。
涼宮茜（配音：上原智美/水橋香織）
生日：10月20日 血型：A
香月老師的學生。前游泳部部長兼委員長。榊千鶴是她的競爭對手，也是最好的朋友。
她同時也是âge另一作品《你所期望的永遠》（君が望む永遠）的女主角。
柏木晴子（配音：夏野巳琴/松浦チエ）
武的同班同學。曾是籃球部的得分後衛。通過體育而推薦上大學。
活潑且直爽的性格使她在男生和女生之間都頗受歡迎。受弟弟們的影響，她也對電子游戲有所瞭解。
石澤主將（配音：川村拓央）
弓道部的領隊，曾屬三年F班。

### EXTRA番外篇

#### Muv-Luv Supplement
紅蓮醍三郎
傳授冥夜“無現鬼道流”的師傅。
他非常嚴格，總是考驗冥夜的決心。他有極高的戰鬥能力，冥夜毫無條理的戰鬥能力就是他培養的。
一方面他也相當新手，在見到冥夜身體時還會流鼻血。
除了得心應手地使出無現鬼道流的奧義外，他還掌握“宇宙乃雷”、“反重力乃嵐”等特殊該流必殺技。
御劍雷電
御劍家的現任當家。冥夜的祖父。
他有相應立場下的尊嚴。雖然性格嚴厲，但對冥夜有著深沉的關懷。首次登場時面對冥夜的斬擊亦毫髮無損。
本篇中沒有展現出他的能力範圍。而在Rumbling Angel對應的卡牌有“神乃剛弓”、“神乃怒聲”等必殺技。
七瀨凜
白陵柊学園2年A班的風紀委員。
真正意義上並不是EXTRA的角色，而是來自於《Muv-Luv Duelist》的世界。
她是全校最優秀的Rumbling Angel鬥士（年級前十）。她給武介紹了Rumbling Angel。
她獨自作戰，爲了拯救因超自然力量而失衡的白陵。體内積纍了大量傷害。
她爲了自己的哥哥會盲目地前進。

### UNLIMITED篇
在EXTRA篇出場的大部分角色也出現在UNLIMITED篇。他們的基本性格與前篇一致，但某些人的行爲、態度乃至性別有所不同。
白銀武
本作男主角。白陵柊学園三年級學生。
校園生活十分優渥，也有不錯的成績。某日他突然進入一個平行世界，被迫生活在抗擊侵略者“BETA”的前綫。
起初，他因對世界和背景毫無認知且未曾從軍而欠缺的經驗使他在嚴格的訓練中常常成爲其他隊員的纍贅。但他在“巴爾加農”中積纍的技術他在駕駛戰術機時得到了極大的發揮。他有史上最高的戰術機適應力，甚至能夠在顛簸中安然入睡。
在第11章，他任命成爲少尉，並接替榊擔任橫濱地區207分隊的分隊長。
御劍冥夜
聯合國太平洋方面第11軍橫濱基地衛士訓練學校第207衛士訓練部隊所屬訓練兵。擅長拔刀術。雖然沒有持刀的描寫，但她似乎擁有“皆琉神威”。
相較於EXTRA篇，她更具有常識，性格也更加沉穩；在故事伊始，她也沒有對武的戀愛感情。
在第11章，她任命成爲少尉。
漫畫版的女主角。
榊千鶴
207分隊訓練兵兼分隊長。與EXTRA篇一樣，她有很高的領導力且非常注重紀律。
她把自己的判斷置於首位，這與彩峰相悖。起初，她對反應速度慢且沒有覺悟的武抱有不滿。然而，在目睹了他的快速成長和卓越的戰術機操控技術後，逐漸信任武。
在第11章，她任命成爲少尉。
彩峰慧
207分隊訓練兵。擅長格鬥術。她不善言語，異常的舉止常令大家束手無策。
她基於對形勢的判斷而行動，因此對榊意見不合。
在第11章，她任命成爲少尉。
珠瀬壬姫
207分隊訓練兵。掌握遠東第一射擊技術，但與EXTRA篇一樣，她非常怯場。後來漸漸剋服了這一點。
在第11章，她任命成爲少尉。
鎧衣美琴
207分隊訓練兵。擅長生存技巧。長相與EXTRA篇裏尊人一模一樣的女孩，性格也一致。因此，從原來世界來的武常常對她誤會。但武認爲“相比尊人，她更能聼別人發話”。
在第11章，她任命成爲少尉。
神宮司麻理茉
聯合國太平洋方面